# Самариймагний
Самариймагний — бинарное неорганическое соединение
самария и магния
с формулой MgSm,
кристаллы.

## Получение
- Сплавление стехиометрических количеств чистых веществ:

{\displaystyle {\mathsf {Sm+Mg\ {\xrightarrow {800^{o}C}}\ MgSm}}}

## Физические свойства
Самариймагний образует кристаллы
кубической сингонии, пространственная группа P m3m, параметры ячейки a = 0,3848 нм, Z = 1,
структура типа хлорида цезия CsCl
.
Соединение конгруэнтно плавится при температуре 800 °C
.